# آرام‌اس فرانکونیا (۱۹۱۰)
آرام‌اس فرانکونیا (۱۹۱۰) (به انگلیسی: RMS Franconia (1910)) یک زیردریایی بود که طول آن ۶۲۵ فوت (۱۹۱ متر) بود. این زیردریایی در سال ۱۹۱۰ ساخته شد.